# Thomas Kagermann

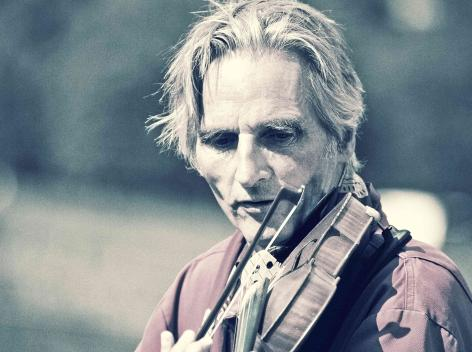
Thomas Kagermann

Thomas Kagermann (* 22. Juli 1950 in Wuppertal) ist ein deutscher Geiger, Sänger, Multiinstrumentalist und Liedermacher, der stilistisch in der Folkmusik, im World Jazz-Bereich und in der New-Age-Musik angesiedelt ist. Neben der Geige spielt er Gitarre, Klavier, Mandoline, Waldzither und verschiedene Flöten. Im Laufe seiner Karriere arbeitete er bislang mit vielen namhaften Künstlern zusammen und veröffentlichte eine ganze Reihe von Tonträgern. Zudem ist er Gründer und Mitglied verschiedener Performance- und Musik-Projekte, die auch international Beachtung finden.

## Biografie
Kagermann, dessen Mutter Ausdruckstänzerin aus der Schule von Mary Wigman und Cousine von Hugo Distler ist, absolvierte bis 1964 eine klassische Violinausbildung. 1973 war er Mitbegründer der Deutschfolk-Band Fiedel Michel, mit der er bis 1980 mehrere Alben einspielte und erfolgreich auch im europäischen Ausland wie bspw. den Niederlanden, England, Schottland, Irland und der Schweiz auftrat. Daneben war er ab 1978 Mitglied der Folk-Rock-Formation Falckenstein, die in Zusammenarbeit mit dem Produzenten Conny Plank zwei LPs aufnahm.
Ab 1980 verfolgte Kagermann eine Solokarriere als deutscher Liedermacher und brachte zunächst bei der Deutschen Grammophon Gesellschaft mehrere Alben heraus. Im Jahr 1987 und der Folgezeit absolvierte er eine Gesangsausbildung Italienische Schule durch Fritz Jäger („Schule Lamberti“). 1989 näherte er sich der Weltmusik an und legte seine Schwerpunkte auf die Violine und den Gesang. 1991 gründete er das freie Improvisationsensemble Papalagi, zunächst mit Gitarrist Michael Lücker und Bassist Urs Fuchs. Ab 1992 kam es dann zu Kooperationen mit Andreas Vollenweider, Jan Akkerman, Büdi Siebert, Jaki Liebezeit und später auch mit Nippy Noya. Als Ergebnis dieser Kooperationen veröffentlichte Kagermann über die Jahre hinweg eine ganze Reihe von Tonträgerproduktionen unterschiedlicher Stilrichtungen und Schwerpunkte. Weiterhin arbeitete er mit Matthias Frey, Roger Matura, Art of Infinity und mit Klaus Schulze sowie dessen Produzenten Tom Dams zusammen.
Kagermann ist Mitbegründer der Musikprojekte GNU und ZebraSommerwind sowie von TheatronToKosmo, einem Performance-Projekt aus Tanz, Malerei und Musik mit Auftritten in Syrien, Japan und Marokko. Seit 1995 betreibt er kompositorische Erkundungen im Übergangsbereich von spiritueller Musik, Gesang und freier Improvisation. Zudem ist er mit unterschiedlichen regionalen Formationen regelmäßig bei diversen Live-Veranstaltungen zu hören.
Er lebt in Forstmehren im  Westerwald und ist mit der Tanzperformance-Künstlerin Eva-Maria Kagermann-Otte verheiratet. Neben der Musik gehören zu seinen Interessensschwerpunkten die Astrologie und Philosophie.

## Diskographie (Auswahl)
- Fiedel Michel – Es ist an der Zeit (Sampler von Aufnahmen zwischen 1978 und 1980)
- Falckenstein – Feuerstuhl (1980)
- Auf der Jagd nach der Zukunft (1981)
- Ich bin entzückt (1982)
- Schwerelose Reise (1987)
- Hinter den Wolken (1988, mit Jaki Liebezeit, Stefan Wiesbrock u. a.)
- Violunar (1992, mit Jan Akkerman, Vollenweider & Band)
- Eyem (1994, mit Helmut Zerlett, Manrico Heilhecker u. a.)
- Delicious Fruit (1997, mit Nippy Noya)
- Walk of the Elephants – Monchique (1998, mit Eli Thoböll, Heike Branca, Stefan Krachten)
- Papalagi – Das Herz (1998, mit Urs Fuchs, Tom Dams, Michael Lücker u. a.)
- Transvolution – Nature in Concert (1999, mit Tom Dams)
- Kyrios (2001)[4][5]
- ALPHA – OMEGA 365 (2004)
- The Lamb and the loop (2008)
- Im Reich von dieser Welt (2015)
- Zwischen Himmel und Erde (2020)